# Kilian Schröcker
Kilian Schröcker (* 3. September 2001) ist ein österreichischer Fußballtorwart.

## Karriere

### Verein
Schröcker begann seine Karriere beim TuS Admont. Zur Saison 2012/13 wechselte er zum WSV Liezen. Zur Saison 2014/15 kam er in die Jugend des SK Sturm Graz. Zur Saison 2015/16 wechselte er in die Akademie des FC Red Bull Salzburg.
Im Mai 2019 stand er gegen den SV Lafnitz erstmals im Kader des zweitklassigen Farmteams FC Liefering. Zur Saison 2019/20 rückte er fest in den Kader von Liefering. Sein Debüt in der 2. Liga gab er im März 2020, als er am 19. Spieltag jener Saison gegen den SV Lafnitz in der Startelf stand.
Zur Saison 2020/21 wechselte er auf Kooperationsbasis zum Regionalligisten SV Grödig. Während der Kooperation absolvierte er vier Partien für Grödig in der Salzburger Regionalliga, zudem stand er fünfmal einsatzlos als Ersatztorwart im Kader seines Stammklubs Liefering. Nach der Saison 2020/21 verließ er die Salzburger und wechselte zum Regionalligisten FC Pinzgau Saalfelden. Für Saalfelden kam er insgesamt zu 91 Einsätzen in der Regionalliga.
Zur Saison 2024/25 wechselte er zum Zweitligisten SV Lafnitz, bei dem er einen bis 2026 laufenden Vertrag erhielt. Für Lafnitz hütete er fünfmal in der 2. Liga das Tor, aus der das Team aber zu Saisonende abstieg. Daraufhin wechselte Schröcker zur Saison 2025/26 zu Zweitligist FC Hertha Wels.

### Nationalmannschaft
Schröcker absolvierte im Februar 2018 gegen Georgien ein Spiel für die österreichische U-17-Auswahl.